# Ciclisme als Jocs Olímpics d'estiu de 1912 - contrarellotge individual

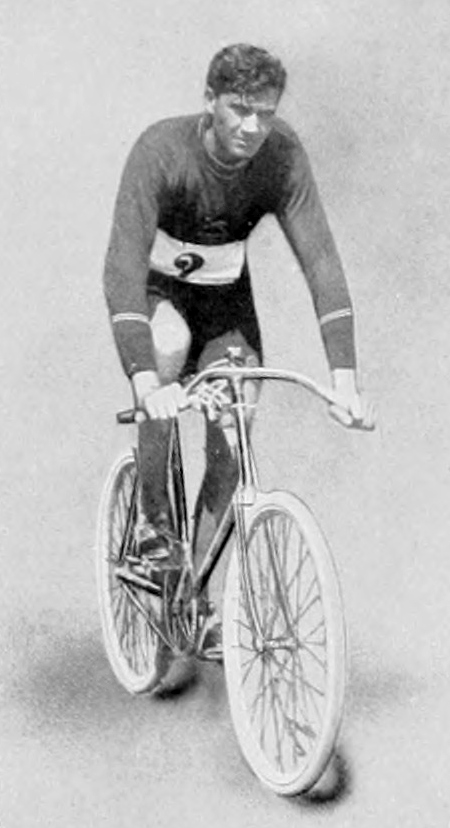
Rudolph Lewis, vencedor de la contrarellotge individual dels Jocs Olímpics de 1912.

La contrarellotge individual masculina fou una de les dues proves que es van disputar als Jocs Olímpics d'Estocolm de 1912. Aquesta era la primera vegada que es disputava aquesta prova en uns Jocs Olímpics. La prova es disputà el diumenge 7 de juliol de 1912. El recorregut era de 315,385 quilòmetres i els ciclistes sortien amb un interval de dos minuts entre ells.
En total foren 123 ciclistes de 16 nacionalitats diferents les que hi van prendre part

## Medallistes
| Or            | Plata           | Bronze       |
| Rudolph Lewis | Frederick Grubb | Carl Schutte |

## Resultats
| Posició | Ciclista            | Temps         |
| ------- | ------------------- | ------------- |
| Or      | Rudolph Lewis       | 10h 42' 39.0" |
| Plata   | Frederick Grubb     | 10h 51' 24.2" |
| Bronze  | Carl Schutte        | 10h 52' 38.8" |
| 4       | Leonard Meredith    | 11:00' 02.6"  |
| 5       | Frank Brown         | 11h 01' 00.0" |
| 6       | Antti Raita         | 11h 02' 20.3" |
| 7       | Erik Friborg        | 11h 04' 17.0" |
| 8       | Ragnar Malm         | 11h 08' 14.5" |
| 9       | Axel Persson        | 11h 10' 59.6" |
| 10      | Algot Lönn          | 11h 12' 02.5" |
| 11      | Alvin Loftes        | 11h 13' 51.3" |
| 12      | Alex Ekström        | 11h 14' 50.7" |
| 13      | Albert Krushel      | 11h 17' 30.2" |
| 14      | Birgir Andreassen   | 11h 20' 14.6" |
| 15      | Henrik Morén        | 11h 21' 31.9" |
| 16      | John Wilson         | 11h 21' 43.0" |
| 17      | Walter Martin       | 11h 23' 55.2" |
| 18      | Charles Moss        | 11h 23' 55.8" |
| 19      | Werner Karlsson     | 11h 24' 18.0" |
| 20      | Joseph Kopsky       | 11h 27' 06.0" |
| 21      | Vilho Tilkanen      | 11h 28' 38.5" |
| 22      | William Hammond     | 11h 29' 16.8" |
| 23      | Robert Rammer       | 11h 30' 40.8" |
| 24      | Robert Thompson     | 11h 31' 16.0  |
| 25      | Olaf Meyland-Smith  | 11h 32' 24.2" |
| 26      | Franz Lemnitz       | 11h 34' 32.2" |
| 27      | Rudolf Baier        | 11h 35' 01.5" |
| 28      | John Becht          | 11h 35' 04.8" |
| 29      | Stanley Jones       | 11h 37' 40.6" |
| 30      | Herbert Gayler      | 11h 39' 01.8" |
| 31      | Adolf Kofler        | 11h 39' 32.6" |
| 32      | Charles Hansen      | 11h 40' 04.0" |
| 33      | Oswald Rathmann     | 11h 40' 18.4" |
| 34      | Johan Kankkonen     | 11h 41' 35.5" |
| 35      | John Miller         | 11h 44' 01.6" |
| 36      | Georg Warsow        | 11h 45' 24.0" |
| 37      | Francis Higgins     | 11h 45' 44.5" |
| 38      | Arthur Gibbon       | 11h 46' 00.2" |
| 39      | Charles Davey       | 11h 47' 26.3" |
| 40      | Joseph Racine       | 11h 50' 32.7" |
| 41      | David Stevenson     | 11h 52' 55.0" |
| 42      | Alberto Downey      | 11h 53' 02.5" |
| 43      | Rudolf Kramer       | 11h 53' 12.8" |
| 44      | Otto Männel         | 11h 53' 27.4" |
| 45      | Josef Hellensteiner | 11h 54' 00.2" |
| 46      | Josef Zilker        | 11h 54' 38.7" |
| 47      | Paul Henrichsen     | 11h 55' 23.2" |
| 48      | Johannes Reinwaldt  | 11h 57' 20.0" |
| 49      | Charles Hill        | 11h 57' 56.5" |
| 50      | André Capelle       | 11h 59' 48.4" |
| 51      | Gunnar Björk        | 12h 00' 49.4" |
| 52      | Alois Wacha         | 12h 01' 12.4" |
| 53      | Godtfred Olsen      | 12h 06' 18.8" |
| 54      | James Pike          | 12h 06' 21.6" |
| 55      | Wilhelm Rabe        | 12h 06' 55.8" |
| 56      | Jerome Steinert     | 12h 08' 32.3" |
| 57      | Josef Rieder        | 12h 12' 32.4" |
| 58      | Carlos Koller       | 12h 13' 49.2" |
| 59      | Ernest Merlin       | 12h 16' 08.6" |
| 60      | Andrejs Apsītis     | 12h 18' 20.6" |
| 61      | Martin Koch         | 12h 18' 22.5" |
| 62      | Robert Birker       | 12h 19' 27.6" |
| 63      | Bohumil Rameš       | 12h 20' 12.2" |
| 64      | René Gagnet         | 12h 20' 32.6" |
| 65      | Anton Hansen        | 12h 21' 23.7" |
| 66      | Hjalmar Väre        | 12h 21' 29.2" |
| 67      | Michael Walker      | 12h 27' 49.9" |
| 68      | James Stevenson     | 12h 27' 50.8" |
| 69      | Arturo Friedemann   | 12h 28' 20.8" |
| 70      | Frank Meissner      | 12h 29' 09.0" |
| 71      | Francis Guy         | 12h 32' 19.4" |
| 72      | Valdemar Nielsen    | 12h 33' 09.2" |
| 73      | István Müller       | 12h 39' 28.0" |
| 74      | José Torres         | 12h 39' 39.5" |
| 75      | János Henzsel       | 12h 42' 16.3" |
| 76      | Hermann Smiel       | 12h 49' 01.6" |
| 77      | Gyula Mazur         | 12h 50' 55.8" |
| 78      | George Watson       | 12h 52' 22.2" |
| 79      | Carl Lüthje         | 13h 00' 31.8" |
| 80      | Ralph Mecredy       | 13h 03' 39.0" |
| 81      | John Walker         | 13h 15' 50.2" |
| 82      | Matthew Walsh       | 13h 31' 17.0" |
| 83      | Georges Valentin    | 13h 33' 59.5" |
| 84      | Ignác Teiszenberger | 13h 38' 35.8" |
| 85      | Bernhard Doyle      | 13h 42' 11.8" |
| 86      | George Corsar       | 13h 51' 22.8" |
| 87      | Václav Tintěra      | 14h 10' 34.6" |
| 88      | Bohumil Kubrycht    | 14h 11' 21.0" |
| 89      | Étienne Chéret      | 14h 15' 18.1" |
| 90      | Arthur Griffith     | 14h 15' 24.0" |
| 91      | Gaston Alancourt    | 14h 23' 59.3" |
| 92      | Pierre Peinaud      | 14h 49' 59.4" |
| 93      | André Lepère        | 15h 03' 18.1" |
| 94      | Alexis Michiels     | 15h 15' 59.2" |
| —       | Louis Bes           | No finalitza  |
| —       | Fyodor Borisow      | No finalitza  |
| —       | Fridrihs Bošs       | No finalitza  |
| —       | Jēkabs Bukse        | No finalitza  |
| —       | Carl Gulbrandsen    | No finalitza  |
| —       | Juho Jaakonaho      | No finalitza  |
| —       | Otto Jensen         | No finalitza  |
| —       | John Kirk           | No finalitza  |
| —       | Augusts Köpke       | No finalitza  |
| —       | Kārlis Köpke        | No finalitza  |
| —       | František Kundert   | No finalitza  |
| —       | Karl Landsberg      | No finalitza  |
| —       | Hjalmar Levin       | No finalitza  |
| —       | Jānis Lieven        | No finalitza  |
| —       | Carl Lundquist      | No finalitza  |
| —       | Jacques Marcault    | No finalitza  |
| —       | Valdemar Nielsen    | No finalitza  |
| —       | Carl Olsen          | No finalitza  |
| —       | Hans Olsen          | No finalitza  |
| —       | Jean Patou          | No finalitza  |
| —       | Arvid Pettersson    | No finalitza  |
| —       | Sergey Pesteryev    | No finalitza  |
| —       | Jānis Prātnieks     | No finalitza  |
| —       | Edgars Richters     | No finalitza  |
| —       | René Rillon         | No finalitza  |
| —       | Martin Sæterhaug    | No finalitza  |
| —       | Arthur Stokes       | No finalitza  |
| —       | Károly Teppert      | No finalitza  |
| —       | Jan Vokoun          | No finalitza  |